# Lijst van burgemeesters van Ammerstol
Dit is een lijst van burgemeesters van de voormalige Nederlandse gemeente Ammerstol in de provincie Zuid-Holland. Van 1907 tot 1985  werd het burgemeestersambt gecombineerd met dat van Bergambacht. In het laatstgenoemde jaar ging Ammerstol in Bergambacht op. Ook al eerder - in de negentiende eeuw - was er regelmatig sprake van een dergelijke combinatie.
| Ambtsperiode | Naam burgemeester                           | Partij of stroming | Bijzonderheden                                              |
| ------------ | ------------------------------------------- | ------------------ | ----------------------------------------------------------- |
| 1811 - ?     | Willem van Lutterveld                       |                    | maire                                                       |
| 1817 - 1838  | Pieter Janszoon Smits                       |                    | schout resp. burgemeester                                   |
| 1838 - 1852  | Jan Smits van der Goes                      |                    |                                                             |
| 1852 - 1855  | Arij Sebastiaan Smits                       |                    |                                                             |
| 1856 - 1889  | Pieter Johannes Smits                       |                    | Overleden 10 juni 1889                                      |
| 1889 - 1892  | Frederik Christiaan Hendrik Roijaards       |                    | Per 1 april 1892 benoemd tot burgemeester van Loosdrecht    |
| 1892 - 1894  | Pieter Frederik van Slijpe                  |                    | Per 5 januari 1894 benoemd tot burgemeester van IJsselmonde |
| 1894 - 1896  | Jan (J.) Bos                                |                    | Per 1 november 1896 benoemd tot burgemeester van Overschie  |
| 1896 - 1931  | Jacobus Albertus August Uilkens (1866-1939) |                    |                                                             |
| 1932 - 1938  | J. (Jan) Kooiman                            |                    | eerder burgemeester van Vledder                             |
| 1938 - 1947  | J.H. Winkler                                | VDB, 1946: PvdA    | Later burgemeester van Sliedrecht                           |
| 1947 - 1972  | J.G. (Jan) Diepenhorst                      | PvdA               |                                                             |
| 1972 - 1977  | C.J. (Cor) de Ronde                         | PvdA               |                                                             |
| 1978 - 1985  | P.J. (Jan) Huijbrecht                       | PvdA               | waarnemend                                                  |